# Stephan Mahu
Stephan Mahu (auch Étienne Mahu, * zwischen 1480 und 1490 in der damaligen Grafschaft Flandern; † 1541 oder danach) war ein franko-flämischer Komponist, Sänger, Posaunist und Kapellmeister der Renaissance.

## Leben und Wirken
Gesicherte Informationen über die Herkunft von Stephan Mahu sind bisher nicht vorhanden; sein Familienname könnte entweder auf eine Abstammung aus der Gegend von Lille oder auf den ungarischen oder slowakischen Raum hindeuten. Vielleicht besteht ein Zusammenhang mit dem Möbelhändler Mahu Prynberger, seit 1500 im Dienst von Kaiser Maximilian I., und dessen Knecht Stephan. Mahu war vielleicht schon ab Anfang der 1520er Jahre Mitglied des Hofstaats von Königin Anna von Böhmen und Ungarn (1503–1547), der Ehefrau von Ferdinand I., und zwar als Sänger und Posaunist; ab dem 14. November 1528 hat er sich dann vertraglich zum lebenslangen Dienst bei ihr und Ferdinand verpflichtet. Dafür wurde ihm im Gegenzug eine erhebliche Gehaltserhöhung zugesichert; ausbezahlt wurde diese allerdings erst ab dem Jahr 1539. Zusätzlich übernahm er zwischen September 1529 und März 1532 die Stelle eines Vizekapellmeisters der Wiener Hofmusikkapelle von Erzherzog Ferdinand unter Arnold von Bruck, und zwar bis zum Jahr 1539. Als Posaunist in dieser Kapelle erscheint sein Name zum letzten Mal im Jahr 1541. Ort und Datum seines Todes sind nicht überliefert.

## Bedeutung
Vor allem die geistlichen Werke von Stephan Mahu weisen auf den kommenden Stil von Palestrina hin; in seinen Kompositionen nutzte er homophone, polyphone und auch kanonische Elemente. Seine umfangreichste und bedeutendste Komposition ist die Vertonung der neun Lesungen der Klagelieder des Propheten Jeremia für die Karwoche für zwei bis sechs Singstimmen, die noch 1568 nachgedruckt wurde. Dieser Zyklus steht in der Tradition der Lamentations-Vertonungen seit dem Ende des 15. Jahrhunderts, wobei Mahu aber den möglichen Spielraum dieser rezitatorischen Gattung maximal ausnützte: er lässt den Cantus firmus gregorianischen Ursprungs zwischen Diskant und Tenor wandern oder er führt ihn imitatorisch in allen Stimmen durch; er stuft von der Zweistimmigkeit bis zur Sechsstimmigkeit ab und schreibt einen Satz, der von reiner Homophonie bis zum dichtesten Kontrapunkt reicht.
Die Magnificat-Vertonungen sind nicht ganz so anspruchsvoll, aber in Technik und Stil in der gleichen Art geschrieben. Seine Motetten sind in dem für seine Zeit typischen, frankoflämisch-habsburgischen Stil mit ihrer dichten Imitation gehalten. In seinen Liedbearbeitungen verlässt Stephan Mahu, wie die meisten seiner Zeitgenossen, den strengen Cantus-firmus-Satz zugunsten einer zwar kontrapunktisch dichten und durchimitierten Verarbeitung, aber mit einer leichten Bevorzugung von Diskant und Tenor als den melodietragenden Stimmen. Hier ist ein erkennbarer Einfluss seines Dienstvorgesetzten Arnold von Bruck festzustellen, ebenso in direkter Weise in den von beiden Komponisten vorliegenden Vertonungen des deutschen Vaterunserliedes „Wir glauben all an einen Gott“. Dazu gehören auch die ungewöhnlichen, an Quodlibets erinnernden Bearbeitungen des Lieds „Ach hilf mich leid“ / „Von edler Art“.
Vor dem Konzil von Trient (1545–1563) war ein konfessionsübergreifendes musikalisches Interesse die Regel; deshalb beteiligten sich der habsburgisch-katholische Komponist Mahu und andere an dem protestantischen Liedprojekt des Wittenberger  Musikverlegers Georg Rhau (1488–1548; von 1519 bis 1520 Leipziger Thomaskantor). Rhau begann seine Tätigkeit als Verleger und Drucker im Jahr 1523, und verschiedene Einzelwerke von Stephan Mahu erschienen ab 1535 in seinen Sammelbänden. Der einzige nachweisbare Schüler Mahus, Johann Zanger (1517–1587), war wohl ab 1527 ein naher persönlicher Bekannter des Komponisten und rühmt ihn auch als Autorität in der Musiktheorie.

## Werke
- Liturgische Werke
  - Lamentationes Hieremiae zu zwei bis sechs Stimmen
  - Magnificat octavi toni (I) zu vier Stimmen
  - Magnificat octavi toni (II) zu vier Stimmen
- Motetten (sofern nicht anders vermerkt, geistliche Motetten)
  - „Accessit ad pedes Jesu“ zu vier Stimmen
  - „Anima mea liquefacta est“ zu vier Stimmen
  - „Cur quisquam corradat“ zu vier Stimmen; Mahu irrtümlich zugeschrieben, von Nicolas Gombert
  - „Da pacem Domine“ zu acht Stimmen
  - „Domine libera animam meam“ zu fünf Stimmen
  - „Ecce concipies et paries filium“ zu vier Stimmen
  - „Ecce Maria genuit nobis salvatorem“ zu fünf Stimmen
  - „Ecce quam bonum“; nur Bass erhalten
  - „Ego sum resurrectio“ zu vier Stimmen; Mahu irrtümlich zugeschrieben, von Johann Walter (1496–1570)
  - „Gratia musa tibi“ zu zwei Stimmen, weltliche Motette
  - „In convertendo“; nur Bass erhalten
  - „Media vita in morte sumus“ zu fünf Stimmen
  - „Panem angelorum“ zu fünf Stimmen
  - „Sancta et immaculata virginitas“ zu fünf Stimmen
  - „Si bona suscepimus“ zu fünf Stimmen
  - „Spes mea“ zu fünf (?) Stimmen
- Choralbearbeitungen und Bearbeitungen weltlicher Lieder
  - „Ach hilf mich leid“ / „Von edler Art“, weltliche Liedbearbeitung zu vier Stimmen
  - „Christ ist erstanden“, Choralbearbeitung zu vier Stimmen
  - „Christ ist erstanden“, Choralbearbeitung zu fünf Stimmen
  - „Ein feste Burg ist unser Gott“, Choralbearbeitung zu fünf Stimmen
  - „Es gieng ein wolgezogner Knecht“, weltliche Liedbearbeitung zu vier Stimmen
  - „Es wolt ein alt man auff die bulschaft gan“, weltliche Liedbearbeitung zu fünf Stimmen
  - „Herr Gott, erhör mein Stimm“, Choralbearbeitung zu fünf Stimmen
  - „Ich armes Keutzlein kleine“, weltliche Liedbearbeitung zu vier Stimmen; Mahu irrtümlich zugeschrieben, von Ludwig Senfl
  - „Lobt Gott ihr Christen“, weltliche Liedbearbeitung zu fünf Stimmen
  - „O Herre Gott, begnade mich“, Choralbearbeitung zu fünf Stimmen
  - „Vater unser“, Choralbearbeitung zu vier Stimmen
  - „Wer edel ist zu dieser Frist“, weltliche Liedbearbeitung zu vier Stimmen
  - „Wir glauben all an einen Gott“, Choralbearbeitung zu vier Stimmen
- Sonstige Kompositionen
  - 1 Stück mit der Überschrift „Ste. Ma.“ (Bedeutung: Stabat mater und nicht „Stephan Mahu“), in der Orgeltabulatur des Johannes von Lublin (1. Hälfte des 16. Jahrhunderts), Bearbeitung der Motette von Josquin